# Collins Aerospace
A Collins Aerospace, uma subsidiária da United Technologies, é um dos maiores fornecedores de produtos aeroespaciais e de defesa, sediada em West Palm Beach, Flórida. A UTC Aerospace Systems (UTAS) foi constituída em agosto de 2012 quando a United Technologies Corporation fundiu sua subsidiária Hamilton Sundstrand com a recentemente adquirida Goodrich Corporation.
Em 26 de novembro de 2018, a United Technologies anunciou a finalização da aquisição da Rockwell Collins, depois disso eles anexaram seu novo negócio com a UTC Aerospace Systems para formar a Collins Aerospace. A nova compania, registrou $23 bilhões em vendas em 2017 e abriga 70.000 empregados.